# Посёлок станции Сазоново
станции Сазоново — посёлок в Шатурском муниципальном районе Московской области. Входит в состав Дмитровского сельского поселения. Население — 27 чел. (2011).

## Расположение и транспорт
Посёлок станции Сазоново расположен в юго-западной части Шатурского района, расстояние по автодорогам до МКАД порядка 141 км, до райцентра — 58 км, до центра поселения — 16 км. Ближайший населённый пункт — посёлок Лесозавода к северо-западу, ближайшая автобусная остановка расположена в 4,5 км к северо-востоку, в селе Середниково.
Высота над уровнем моря 138 м.

## Название
Станция названа по деревне Сазоново, расположенной к юго-западу от посёлка.

## История
Станция Сазоново открыта в 1944 году на участке железнодорожной ветки Кривандино-Рязановка.
В 1993 году население посёлка составляло 22 жителя, 8 дворов.
В советское время посёлок входил в Середниковский сельсовет, позднее, до 2005 года — в Середниковский сельский округ.
В 2009 году станция закрыта.

## Население
| 1993 | 2006 | 2010 | 2011 |
| ---- | ---- | ---- | ---- |
| 22   | ↘12  | ↘3   | ↗27  |

По результатам переписи населения 2010 года в посёлке проживало 3 человека (2 муж., 1 жен.).

## Галерея

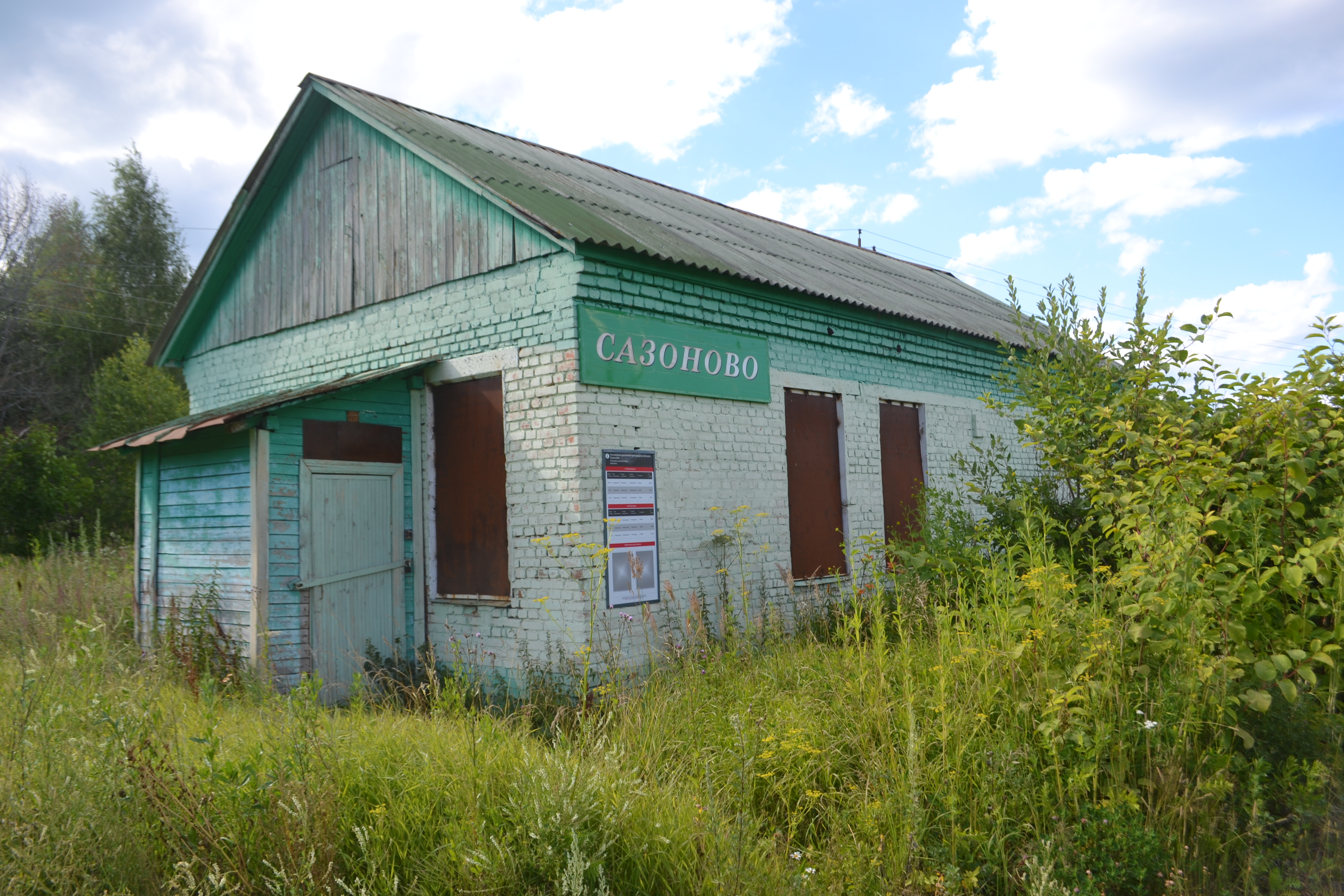
Станция Сазоново
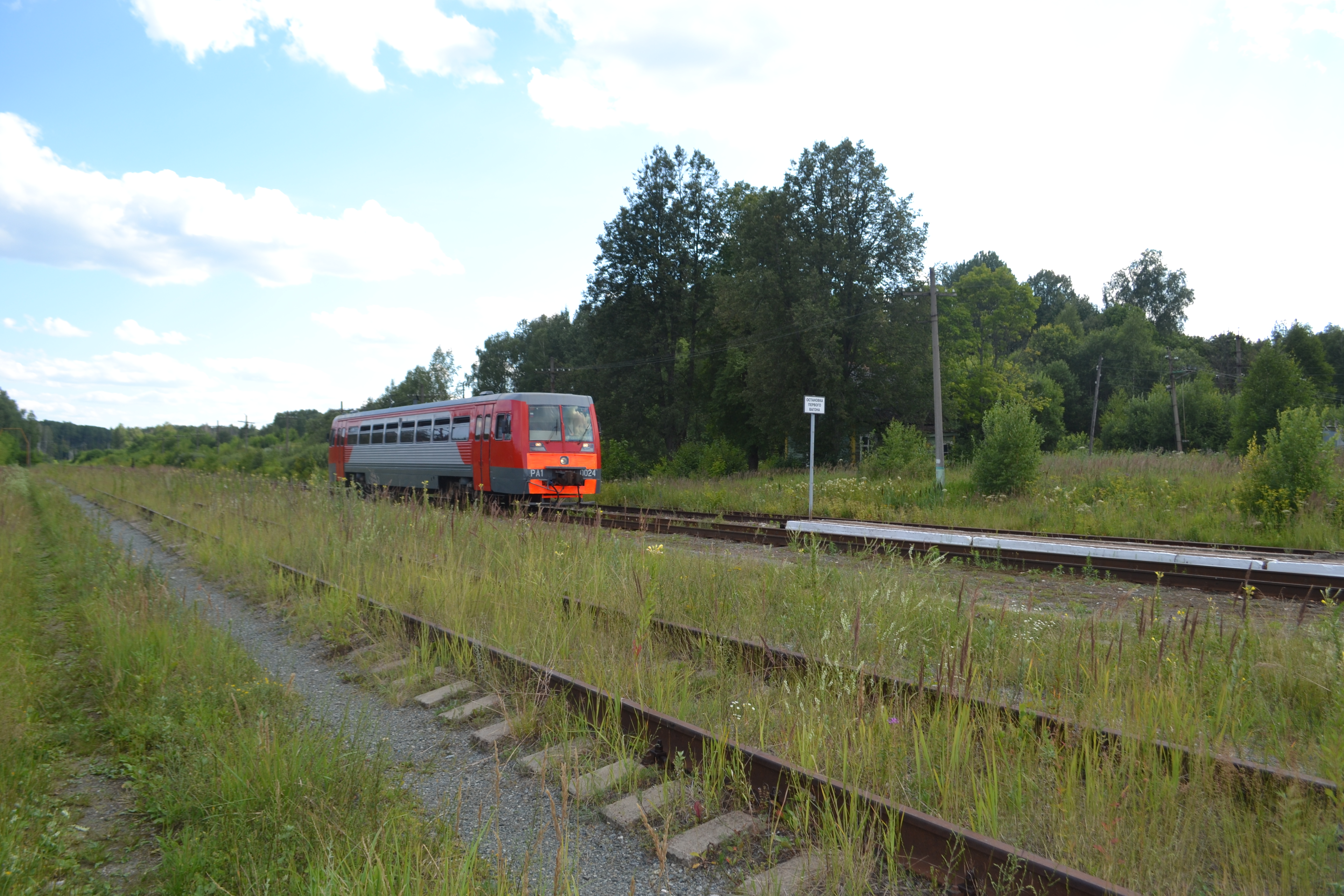
Прибытие поезда на станцию Сазоново
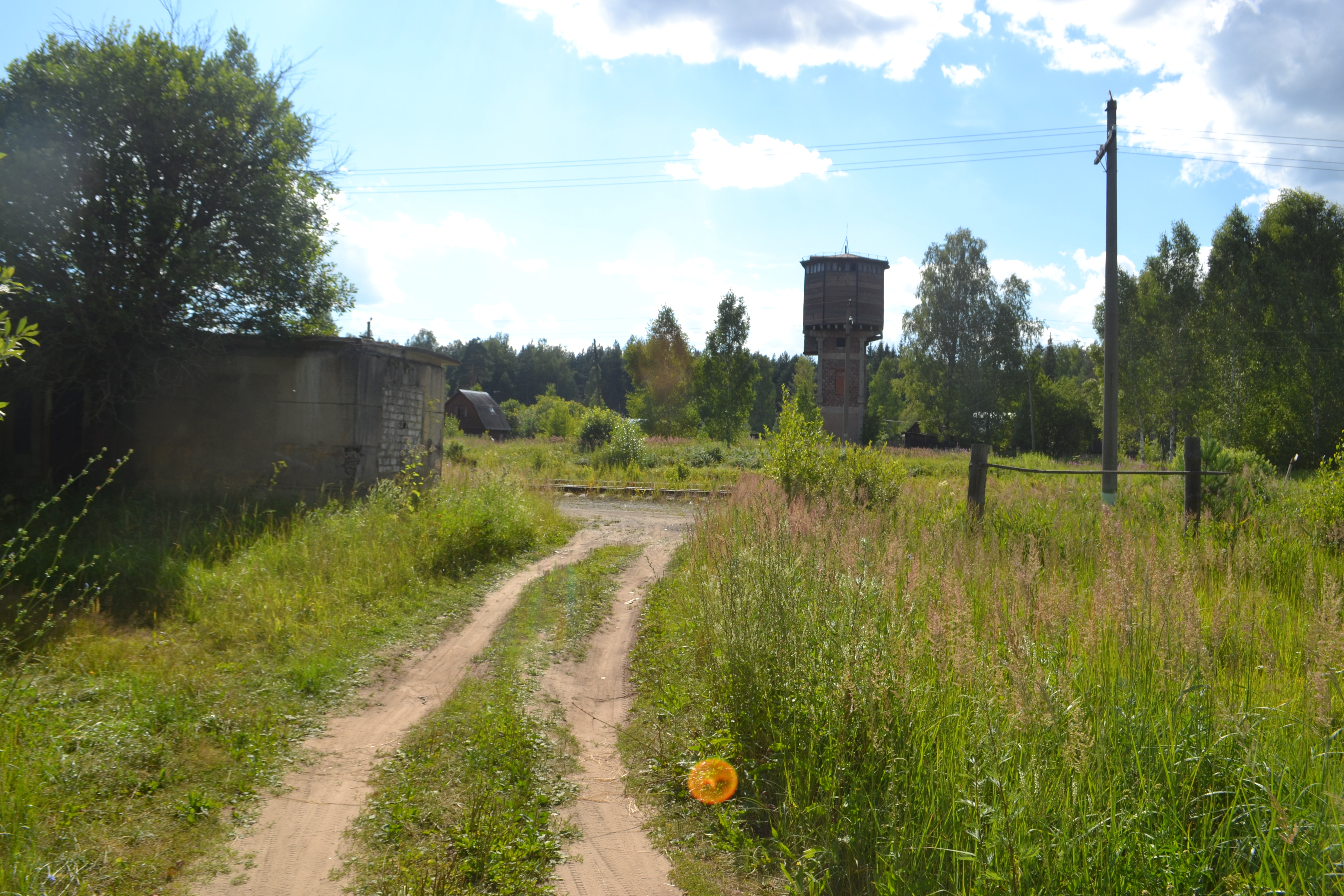
Посёлок станции Сазоново